# 74 (liczba)
74 (siedemdziesiąt cztery) – liczba naturalna następująca po 73 i poprzedzająca 75.

## 74 w nauce
- liczba atomowa wolframu
- obiekt na niebie Messier 74
- galaktyka NGC 74
- planetoida (74) Galatea

## 74 w kalendarzu
74. dniem w roku jest 15 marca (w latach przestępnych jest to 14 marca). Zobacz też co wydarzyło się w roku 74.